# Río Tono
El Río Tono es el río principal en Oecusse, un exclave del pequeño país asiático e insular de Timor Oriental. El río fluye hacia el norte, a través del centro del distrito en el mar de Sawu, alcanzando el mar cerca a Lifau. La zona es el lugar principal de la producción de arroz en Oecusse .
Al igual que muchos otros ríos de Timor se queda casi sin agua durante la temporada seca. En sus orillas están los mayores campos de arroz de la región, especialmente en las localidades Lifau y Padiae .